# Liam Chipperfield
Liam Chipperfield (Bázel, 2004. február 14. –) svájci korosztályos válogatott labdarúgó, a Basel középpályása.

## Pályafutása

### Klubcsapatokban
Chipperfield a svájci Bázel városában született. Az ifjúsági pályafutását 2013-ban a helyi Basel akadémiájánál kezdte.
2020. december 4-én írta alá a profi szerződését a klubbal. A svájci ligában először a 2022. február 6-ai, Sion ellen 3–3-as döntetlennel zárult mérkőzés 89. percében, Valentin Stocker cseréjeként lépett pályára. Első gólját 2022. március 13-án, a Servette ellen hazai pályán 2–0-ra megnyert találkozón szerezte meg.

### A válogatottban
Chipperfield az U15-ös, az U16-os, az U18-as és az U19-es korosztályú válogatottakban képviselte Svájcot.

## Statisztika
2022. május 8. szerint.
| Klub     | Szezon   | Bajnokság    | Bajnokság | Bajnokság | Kupa  | Kupa  | Nemzetközi | Nemzetközi | Összesen | Összesen |
| Klub     | Szezon   | Bajnokság    | Mérk.     | Gólok     | Mérk. | Gólok | Mérk.      | Gólok      | Mérk.    | Gólok    |
| -------- | -------- | ------------ | --------- | --------- | ----- | ----- | ---------- | ---------- | -------- | -------- |
| Basel    | 2021–22  | Super League | 5         | 1         | 0     | 0     | 1          | 0          | 6        | 1        |
| Összesen | Összesen | Összesen     | 5         | 1         | 0     | 0     | 1          | 0          | 6        | 1        |